# Beta Male Fairytales
Beta Male Fairytale è il primo album in studio del gruppo musicale britannico Ben's Brother, pubblicato il 20 novembre 2007.

## Tracce
1. Rise – 4:05
2. Beauty Queen – 3:31
3. Let Me Out – 3:59
4. Carry On – 4:03
5. Find Me an Angel – 4:24
6. I Am Who I Am – 4:00
7. Home – 3:00
8. Bad Dream – 4:02
9. Live – 3:06
10. God By Another Name – 3:43
11. Harmonica in F (Interlude) – 1:36
12. Time – 4:20
13. Kiss Me Again (Stuttering) – 3:23 – solo negli USA

## Classifiche
| Classifica (2007-08) | Posizione massima |
| -------------------- | ----------------- |
| Francia              | 46                |
| Italia               | 61                |
| Regno Unito          | 14                |